# ウズマジン (漫画)
『ウズマジン』は、おおせよしおによる日本の漫画作品。『月刊コロコロコミック』（小学館）にて連載された。コミックスは全4巻。コロコロコミック誕生30周年記念作品。

## 概要
この漫画はカードゲームウズマジンを元にした漫画であるが、デュエルマスターズのようなカードゲームそのものを題材とする漫画ではなく、カードゲームのキャラクターの登場するバトル漫画という方が正しい。ストーリーは二部構成になっており、2007年10月号（9月15日発売）に「第1話」と掲載。同年3月号の連載開始時から9月号の7回まではプロローグという扱いになる。

## あらすじ
主人公・鳩中ジンは何度も同じ夢を見ていた。身の丈ほどの長さがある筆を背負った少年と、相棒の桃色の生き物が「マジン界」の崩壊から逃れるために走り、少年は「魔陣箱（マジンボックス）」を使い、相棒を異世界へ脱出させた直後に崩壊に巻き込まれ消滅してしまう。
成績が悪く、いつもいじめられ、努力も報われないジンは、自分の生まれた理由に疑問を感じていたとき、無数の流星群を目にする。そのひとつが近くに落下し、ジンは好奇心から落下地点へと走るが、そこにいたのは「マジン」だった。マジンがジンに襲いかかった瞬間、ジンの元に夢で見たマジン「コゴロー」が現れた。「なぜ夢の中の君がここに？」と戸惑うジンに、コゴローは「それは夢じゃなくて、前世の記憶だ」と告げる。

## 登場人物

### 人間
鳩中 ジン（はとなか ジン）
主人公。いじめられっ子。勉強とトレーニングを趣味に持つが、努力は報われず成績は最下位、運動神経もよくなくて、給食を食べるのはいつもビリな上にケンカも弱い。「ボクは何のために生まれてきたんだろう」と苦悩していたが、マジン・コゴローとの出会いがきっかけで少しずつ変わっていく。前世はマジン界の【青の国（ブルー・ユニオン）】に属する【デュード】の少年「夢書きジン」。ちなみに好物はロールケーキ。一人称は「ボク」。名前の由来は「ハート（鳩）の中がジンジンするほど友情に熱い男」という自称から。
鳩中 ジョウ（はとなか ジョウ）
ジンの兄。文武両道なエリート医大生だったが、物語開始の1年前に交通事故に遭って体が不自由になり、現在入院中。自分の夢が事故という形で断たれてからは、鳩中家は家庭崩壊の危機に瀕してしまっている。弟であるジンに心から慕われている。恐らく前世は【デュード】の戦士「紅蓮の剣医ジャック」。ジンとは違いマジン箱を所持していないため、コゴローやキングドラゴンは見えていない。コロコロコミック連載当初の名前は「鳩中ジョウ」だが、コミックスでは全て「鳩中ジュン」に差し替えられている。
ヨシミツくん
母親が病気で亡くなり、心を許せる人間がいなくなってしまった少年。ジンとは同級生。マジン「シュバイツ」と出会い、自分をいじめた同級生にシュバイツを使い、逆襲を図る。行き過ぎた行為を制止しに来たジンに諭されるが、突如現れたジュラのマジン「シグマ・ティラヌス」にシュバイツの魔陣箱を破壊されてしまう。
古代 ジュラ（こだい ジュラ）
ジンをいじめている少年。ジンに対し「ダメジン」という蔑称を使う。口癖は「 - だぎゃ」。マジン「シグマ・ティラヌス」を操り、ヨシミツの魔陣箱を破壊してしまう。ジンとコゴローと戦い、勝利を目前とするが、かけつけてきたジンの仲間たちに妨害され、逃亡するがシグマに手で握殺されたと思われる。何らかの野望を抱いているが不明である。
太田 ヒロ（おおた ヒロ）
ジンの仲間の1人で、自称「ヒーロー大好きオタクの星」。マジンに詳しい。パートナーのマジンは蒼海の超人リュウセイ。
妖野 レイ（あやしの レイ）
ジンの仲間の1人で、暗く、無口で冷たい印象の少年。パートナーのマジンは、黄金の念動士マハロ。
猫見 メイ（ねこみ メイ）
ジンの仲間の1人で、自称「プリティキュートなオシャレ上手」。普段はお淑やかでかわいい少女だが、キレると信じられないほど恐ろしい鬼女と化す。パートナーのマジンは、ビッグ・ゴリ。
伊達 蘭丸（だて らんまる）
ジンの仲間の1人で、ナイスガイ。パートナーのマジンは、漆黒の荒事師キクノジョウ。
山崎 ダイゴ（やまざき ダイゴ）
ジンと仲間達をまとめるリーダーで、がめつい印象の大男。自称「番長」。パートナーのマジンは、マジン探偵リュウジ・カドクラ。
赤巻 ガイ（あかまき ガイ）
ダイゴとはなにか因縁があるような男でジンたちの敵。シグマを操っていた事から赤の国レッド・キングダムのマジン使いと思われる。
銀 キョウジ（しろがね キョウジ）
ガイの仲間で銀の国シルバー・エンパイアのマジン使い。外見はメガネをかけている黒髪の研究員のようなもの。ガイ同様ダイゴとはなにか因縁があると思われる。
謎の少年
ガイの仲間。オカッパ頭の少年で、どのようなマジンを操っているのかは不明。腰の低い口調で話す。

### マジン
鉄拳ハーツ・コゴロー
流星群とともに現れて現世のジンと出会った「マジン」。マジン界では「夢書きジン（前世の鳩中ジン）」を相棒としていたが、マジン界崩壊の際にジンと死に別れてしまった。江戸っ子口調で喋る。口癖は「バーロー」。ジンに絶対の信頼を寄せている。一人称は「オレ」。
能力は不明。
改造人間（デュード）BD23（ブレイド）
コゴローが現れた空き地の付近に現れたマジン。右手のメタルエッジでジンとコゴローを狩ろうとしたが、勇気を出したジンの一手に敗れる。魔陣箱は登場していない。
能力は不明。
恐怖の渦シュバイツ
ヨシミツが手に入れた包帯型のマジン。攻撃を与えると特殊能力「細胞分裂」で数が増え、手が付けられなくなるが、ジンの機転により動きを封じられてしまう。ジンとコゴローと和解するが、直後にジュラの手で魔陣箱を破壊され、消滅してしまった。風貌は不気味だが、孤独なヨシミツを気遣う心優しいマジン。
体の包帯を自由に操り、攻撃に使うほか相手の動きを封じる。
シグマ・ティラヌス
ジュラが操る恐竜型マジン。シュバイツの魔陣箱を破壊し、ジンとコゴローを追い詰めたが、リュウジ・カドクラに倒された。
生き物を恐竜化させて自由に操ることができる。
蒼海の超人リュウセイ
ヒロのパートナーのヒーロー型マジン。性格はまさに理想的なヒーローそのものだが、やや抜けている面もある。必殺技は「スーパー流れ星」。
黄金の念動士マハロ
レイのパートナーで、蝶の羽を持つ赤ん坊のマジン。超能力の使い手で、必殺技は「超能力パンチ」。
ビッグ・ゴリ
メイのパートナーで、力自慢のオランウータン型マジン。涙もろい上に、キレたメイには頭が上がらない。
漆黒の荒事師キクノジョウ
蘭丸のパートナーのマジン。4本の腕が特徴で、その腕を駆使して戦う。
当初はパワータイプだったが、スピードタイプにもなる。
マジン探偵リュウジ・カドクラ
ダイゴのパートナーのマジン。手の内を探り、先手を打つことが得意。
1分以内に離れた敵に攻撃できるほど素早い。
禍竜（マガリュウ）
ジュラが操る恐竜型マジンで、複数同時に出現した。
シグマ・ケファルス
ジュラの操る最強のマジンで、ヒロ曰く「伝説の巨大竜」。その大きさは、学校の校舎よりも遙かに巨大。
禍竜王シグマ（マガリュウおう シグマ）
ガイの操る殺戮と破壊を好む残虐なマジン。コゴロー曰く「赤の国のマジン」。コゴローとの関係は不明。
ザ・キングドラゴンによれば、他のマジンより一年早く復活しており、事故に見せかけてジンの兄、ジョウを襲撃したらしい。
97式ツキカゲ
キョウジの操るマジンでコゴロー曰く「銀の国の最終兵器」。大陸一つ消し去るほどのパワーを持つ。必殺技は「満月大放電（フルムーンスパーク）」。
ザ・キングドラゴン
青の国の王で、愛溢れる熱血漢なマジン。捨て猫が入っていたダンボールの中に座っていたところ、ジン一行に遭遇。ジンのことを一方的に気に入り、愛の鉄拳飛び交うマジン使いテストを行った。自分の身を挺（てい）してまで兄を守ろうとしたジンの姿に心打たれ、ジンのマジンとなった。このとき、ジョウの足の傷をシグマの仕業だと見抜きジンに進言する。